# Jan Bo Petersen
Jan Bo Petersen (* 28. Juli 1970 in Næstved) ist ein ehemaliger dänischer Radrennfahrer.
Jan Bo Petersen war als Radrennfahrer von 1989 bis 1997 auf nationaler und internationaler Ebene aktiv, zunächst als Amateur, später in der Elite-Klasse, auf Bahn und Straße. Besonders erfolgreich war er in der Mannschaftsverfolgung und im Mannschaftszeitfahren. Neunmal wurde Petersen dänischer Meister, in den Disziplinen Mannschafts- und Einerverfolgung, im Punktefahren sowie im Einzel- und im Mannschaftszeitfahren. 1994 wurde er Zweiter der Gesamtwertung des Cinturón Ciclista Internacional a Mallorca, und 1995 gewann er die Berliner Etappenfahrt.
Bei den UCI-Bahn-Weltmeisterschaften 1990 in Maebashi wurde Petersen Dritter im Punktefahren, 1991 in Stuttgart jeweils Dritter in der Einerverfolgung und im Punktefahren, 1993 mit dem dänischen Team WM-Dritter in der Mannschaftsverfolgung, und 1994 in Palermo wurde er Vize-Weltmeister im Punktefahren.
1992 startete Jan Bo Petersen bei den Olympischen Spielen in Barcelona in drei Disziplinen. In der Mannschaftsverfolgung errang er gemeinsam mit Ken Frost, Jimmi Madsen, Klaus Kynde Nielsen und Michael Sandstød die Bronzemedaille. In der Einerverfolgung wurde er Zehnter, im Punktefahren 18.
1992 siegte er im Gran Caracol de Pista, dem damals bedeutendsten internationalen Bahnrennen in Südamerika.